# Border Ranges
Border Ranges är en bergskedja på gränsen mellan USA och Kanada. Den ligger i den amerikanska delstaten Montana och de kanadensiska provinserna British Columbia och Alberta.